# Блізно (Мазовецьке воєводство)
Блізно (пол. Blizno) — село в Польщі, у гміні Щутово Серпецького повіту Мазовецького воєводства.
Населення — 168 осіб (2011).
У 1975-1998 роках село належало до Плоцького воєводства.

## Демографія
Демографічна структура станом на 31 березня 2011 року:
|          | Загалом | Допрацездатний вік | Працездатний вік | Постпрацездатний вік |
| -------- | ------- | ------------------ | ---------------- | -------------------- |
| Чоловіки | 89      | 18                 | 62               | 9                    |
| Жінки    | 79      | 19                 | 41               | 19                   |
| Разом    | 168     | 37                 | 103              | 28                   |